# Peter Pfitzer
Peter Pfitzer (* 8. Februar 1929 in Stuttgart; † 4. Juli 2016 ebendort) war ein deutscher Pathologe und Leiter der Abteilung für Zytopathologie der Universität Düsseldorf.

## Berufliches Wirken
Er studierte Biologie an den Universitäten Tübingen, Göttingen, München und Freiburg. Hier wurde er 1956 mit einer Arbeit über pflanzliche Chromosomen zum Dr. rer. nat. promoviert. Nach dreijähriger Arbeit als Pflanzenzüchter im familieneigenen Gartenbaubetrieb kehrte er 1960 an das Botanische Institut der Universität Freiburg zurück, wechselte anschließend an das Institut für Experimentelle Krebsforschung in Heidelberg und 1962 als Assistent an das Institut für Pathologie der damaligen Medizinischen Akademie Düsseldorf (seit 1965 Universität Düsseldorf). Hier begann er gleichzeitig das Studium der Medizin, legte 1966 das Staatsexamen ab, wurde 1968 zum Dr. med. promoviert und habilitierte sich 1970 mit einer Arbeit über den DNS-Gehalt in Herzmuskelzellen. 1974 wurde er zum Wissenschaftlichen Rat und Professor ernannt sowie zum Leiter der Abteilung für Zytopathologie im Zentrum für Pathologie und Biophysik der Universität Düsseldorf.

## Veröffentlichungen
Er war Autor und Ko-Autor zahlreicher wissenschaftlicher Veröffentlichungen, von denen 90 in der Datenbank PubMed gelistet sind.

## Hochschulpolitisches Wirken
Pfitzer engagierte sich in der akademischen Selbstverwaltung der Universität Düsseldorf, u. a. als Vorsitzender des Konvents von 1983 bis zum 21. Oktober 1987 und anschließend als Dekan der medizinischen Fakultät bis zu seiner Emeritierung am 23. April 1994 (er hatte als Dekan Adolf Hopf abgelöst, der 1984 auf Herbert Brüster gefolgt war.). Er unterstützte schon früh die Benennung der Universität Düsseldorf nach Heinrich Heine, u. a. auf dem Heine-Hearing 1972.